# 富蘭克林 (花生漫畫)
富蘭克林（英語：Franklin）是由美國漫畫家查爾斯·舒茲創作的《花生漫畫》中的男性角色之一，他是該作品第一個黑人角色。

## 作品描述
《花生漫畫》中富蘭克林與主角查理·布朗相遇，是在1968年7月31日的漫畫上。當時富蘭克林在海灘上替查理·布朗尋回他遺失的海灘球、之後與查理·布朗一同玩沙雕後而有了交情。作品上富蘭克林常有的劇情橋段是與查理·布朗一同待在郊外圍牆上，聊他祖父的一些八卦。而富蘭克林也如同另名角色奈勒斯懂得引述《舊約聖經》裡頭的一些道理。
設定上富蘭克林是和派伯敏特·佩蒂、瑪西等人所屬同一班級。富蘭克林也擅長各種運動，並且擔任派伯敏特·佩蒂的棒球隊成員之一。另富蘭克林是《花生漫畫》中少數不會對查理·布朗冷嘲熱諷；以及最不會出現內心焦慮一面的角色。
在1994年《花生漫畫》改編動畫《現在是超級盃，查理·布朗》（You're in the Super Bowl, Charlie Brown）中，富蘭克林特別被提到他的姓氏為阿姆斯壯（Armstrong），雖然此動畫版設定從未被查爾斯·舒茲採用在原版漫畫裡。

## 角色來源
一位居於洛杉磯；叫做哈里特·葛立克曼（Harriet Glickman）的女士在1968年發生黑人民權人士馬丁·路德·金恩遭暗殺事件後，有感自己想對這個社會做出一些改變的意念，便在4月15日寫信給寄了一封信給查爾斯·舒茲，表示她希望看到《花生漫畫》能出現一名黑皮膚造型的角色，而這樣作也許可以替這個社會風氣帶來一點影響。
舒茲起初回覆葛立克曼時表示她的提議是個好點子，但考慮到這樣做也許像在刻意討好黑人族群而作罷。之後與葛立克曼多次往來書信的過程後，舒茲最後終於決定讓富蘭克林於當年夏季的《花生漫畫》上登場。

## 膚色爭議
一些讀者曾認為查爾斯·舒茲弄出此位黑膚色的非裔孩童角色；背後可能是要表達某種政治含意，而舒茲對此都回覆表示他個人只是純粹創作一名漫畫人物而已。
1969年11月12日《花生漫畫》刊登一幅富蘭克林與派伯敏特·佩蒂在教室對談的內容，當日有一位讀者來信反應表示今天的漫畫出現一個黑人與白人小孩一同在學校的劇情，而種族混合在美國校園是很敏感話題，因此請《花生漫畫》不要再推出類似的篇幅。另1974年11月6日一篇《花生漫畫》刊欄中，內容描述著打算練習冰球的富蘭克林、與打算練習冰上芭蕾的派伯敏特·佩蒂正好待在同一塊冰池，在他們兩人在爭論誰該先使用這塊冰池時；派伯敏特·佩蒂數落了一句「你又認為NHL冰球聯盟能有幾位黑人選手呢，富蘭克林？」（How Many Black Players in the NHL, Franklin?），該漫畫登出後遭受許多讀者來信批評內容帶有歧視，雖然舒茲對此表示他個人並未帶有此意，而舒茲曾回覆一位針對此篇漫畫內容的讀者來信表示著；在畫這篇漫畫時他個人印象當中整個NHL裡只有一名黑人選手。
另1997年查爾斯·舒茲在一場訪談上表示個人曾收過有一封來自美國南方一位編輯的來信，該信表示他個人對於《花生漫畫》出現像富蘭克林這樣的黑人角色雖無所謂；但不希望在教室的場景中看到他是坐在派伯敏特·佩蒂前方。

## 外部連結
- 《花生漫畫》官網上富蘭克林的介紹（页面存档备份，存于）（英文）